# Estación La Quiaca
La Quiaca era una estación de ferrocarril ubicada en la ciudad homónima, departamento de Yavi, provincia de Jujuy, Argentina.

## Servicios
No presta servicios de pasajeros ni de cargas desde 1993. Sus vías e instalaciones pertenecientes al Ferrocarril General Belgrano están a cargo del gobierno provincial.
Es estación cabecera del Ramal C que comienza en la Estación Santa Fe a más de 1.400 km. El último tren de pasajeros llegó en diciembre de 1993 y el último de carga lo hizo en julio de 1994. 
Se conecta con Bolivia a través de un puente ferroviario con la ciudad de Villazón. Del lado boliviano el ferrocarril se encuentra activo para cargas y pasajeros.

## Imágenes

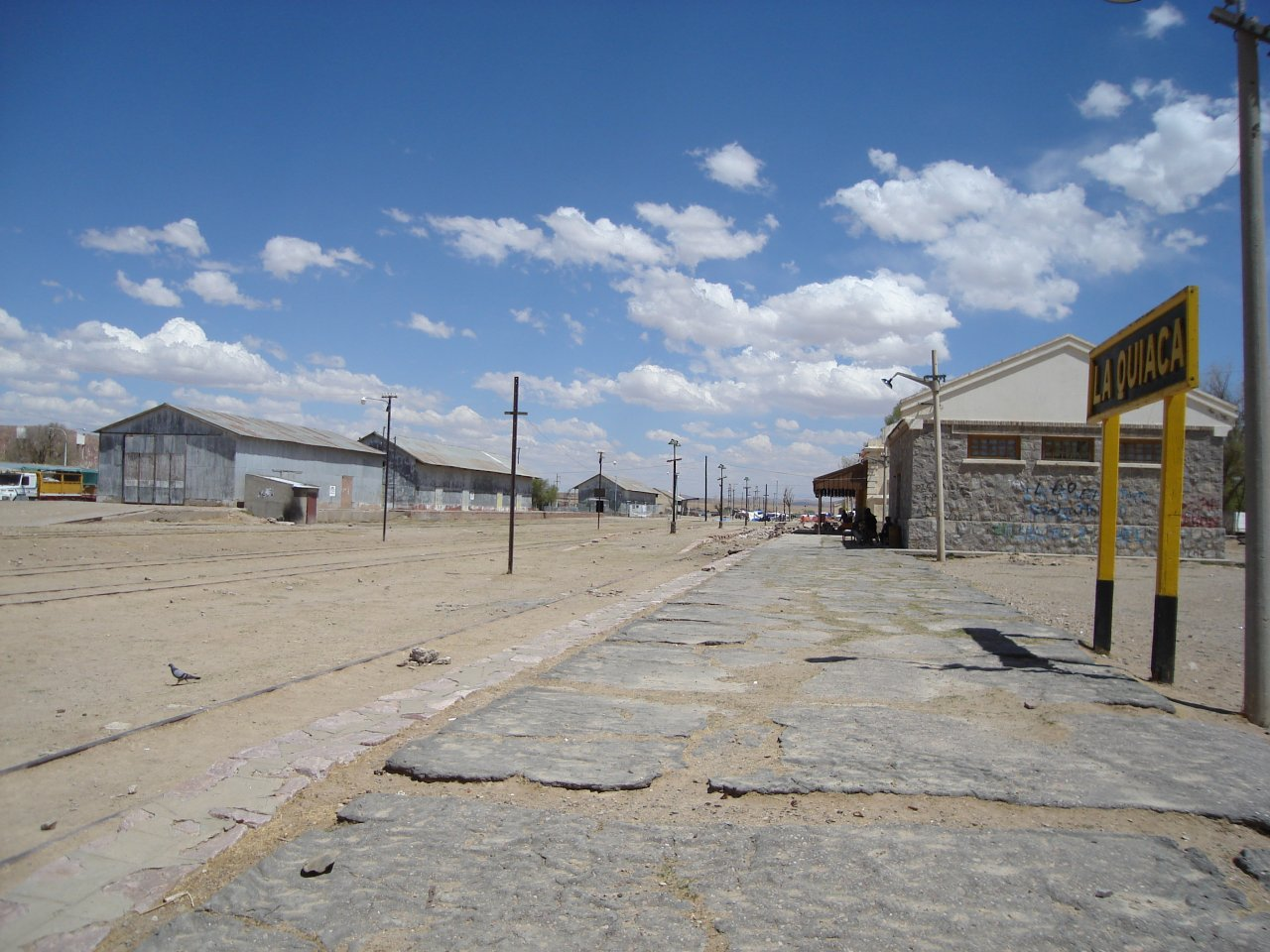
Estación
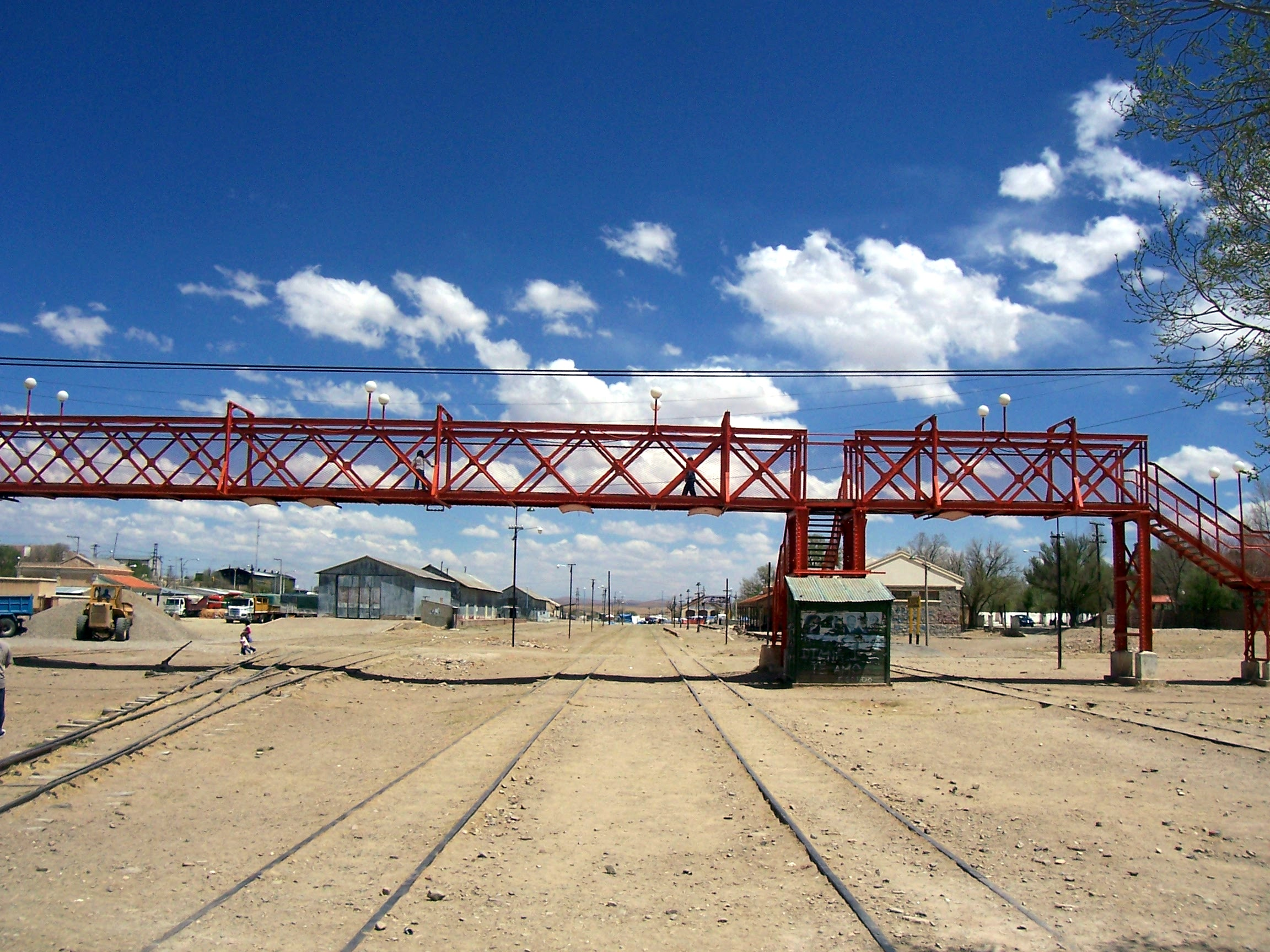
Puente peatonal